# Hartigia linearis
Hartigia linearis är en stekelart som först beskrevs av Franz Paula von Schrank 1781.  Hartigia linearis ingår i släktet Hartigia, och familjen halmsteklar. Enligt den finländska rödlistan är arten sårbar i Finland. Arten är reproducerande i Sverige. Artens livsmiljö är torra gräsmarker.